# Gloriosa (Frankfurter Dom)

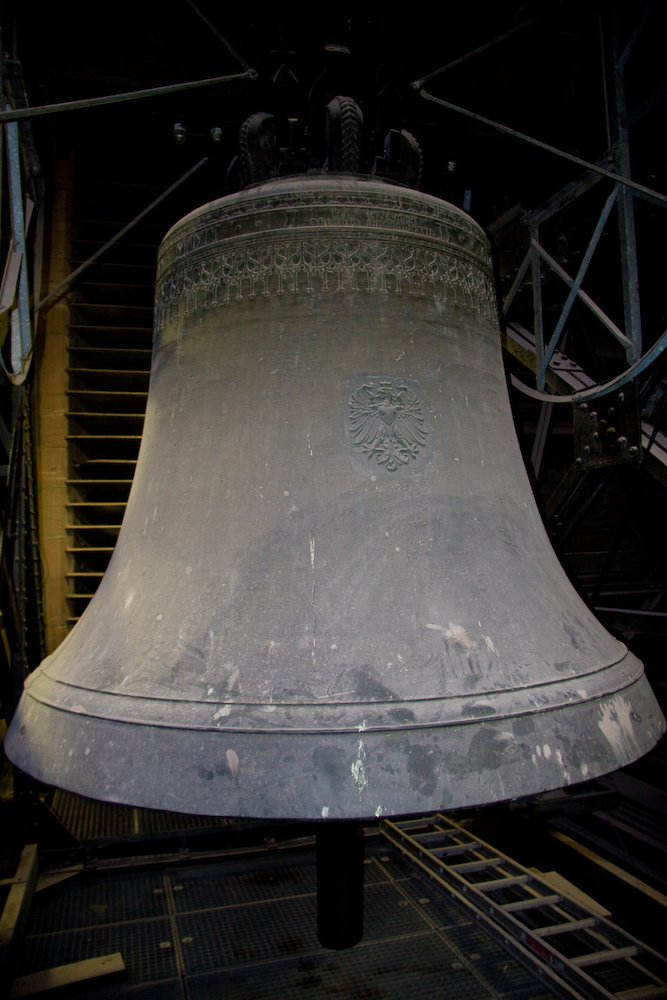
Gloriosa

Die Gloriosa (lat. Die Ruhmreiche) ist die größte Glocke im Kaiserdom St. Bartholomäus zu Frankfurt am Main. Zusammen mit den anderen acht Glocken im Kirchturm des Doms wurde sie am 5. Mai 1877 von Hermann Große, Inhaber der Gießerei J.G. Große in Dresden, als opus 891 gegossen und am 23. Januar 1878 zum ersten Mal geläutet. Nach der Petersglocke im Kölner Dom und der großen Glocke im Paderborner Dom ist sie die drittschwerste Bronzeglocke und die fünftschwerste Glocke überhaupt in Deutschland.
Wie alle Glocken in den Frankfurter Dotationskirchen ist sie Eigentum der Stadt. Die Gloriosa erklingt viermal im Jahr im Rahmen des Frankfurter Stadtgeläutes, darüber hinaus zum Hochamt an hohen christlichen Feiertagen. Als sogenannte Vorläuteglocke erklingt sie vor dem Zusammenläuten zu den Pontifikalämtern (z. B. Firmung oder Priesterweihe) und zum Pontifikalrequiem (d. h. zu feierlichen Trauergottesdiensten). Beim Bekanntwerden des Todes eines Bischofs oder Papstes wird die Gloriosa ebenfalls alleine geläutet.

## Geschichte

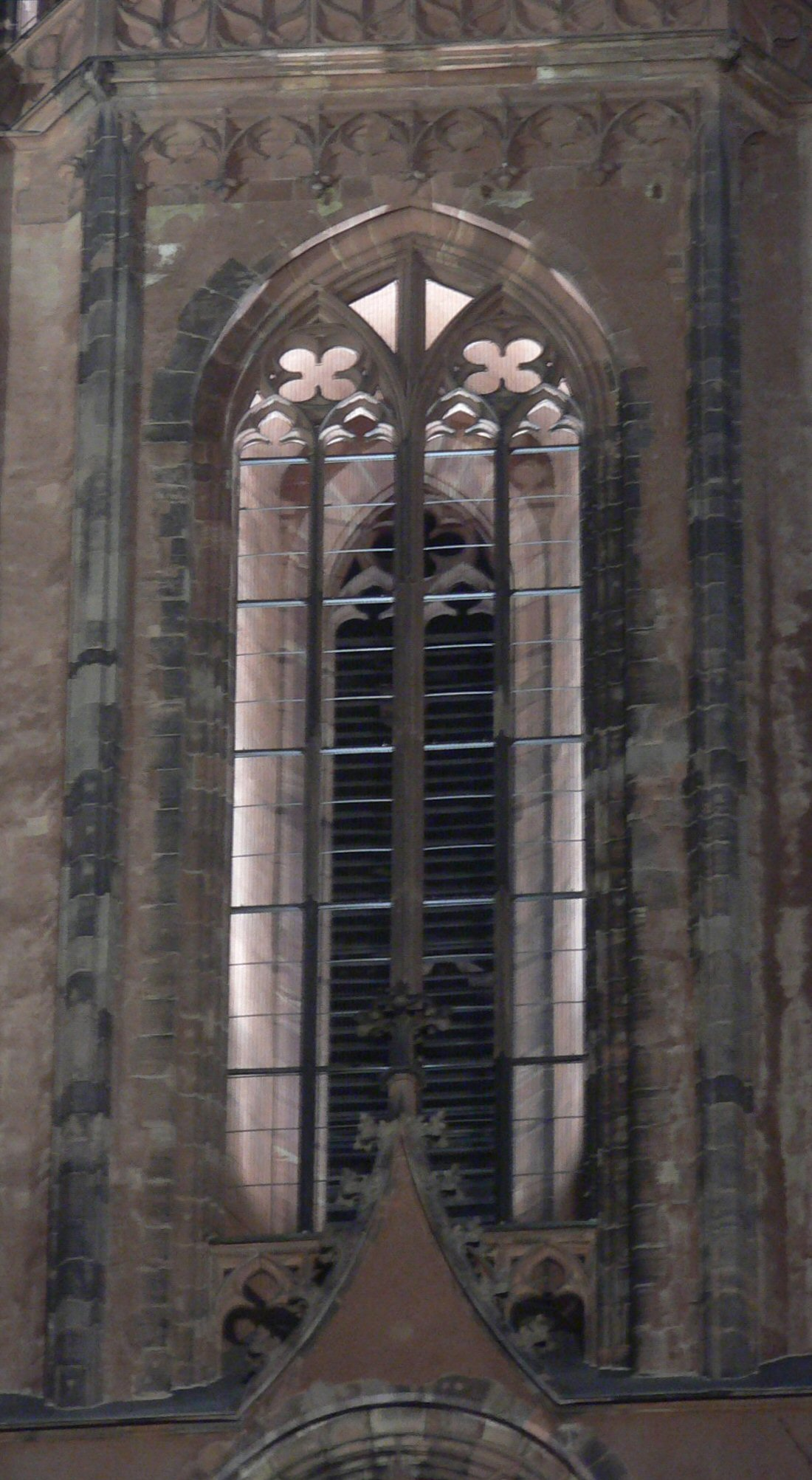
Der Domturm mit der Gloriosa während eines Stadtgeläuts

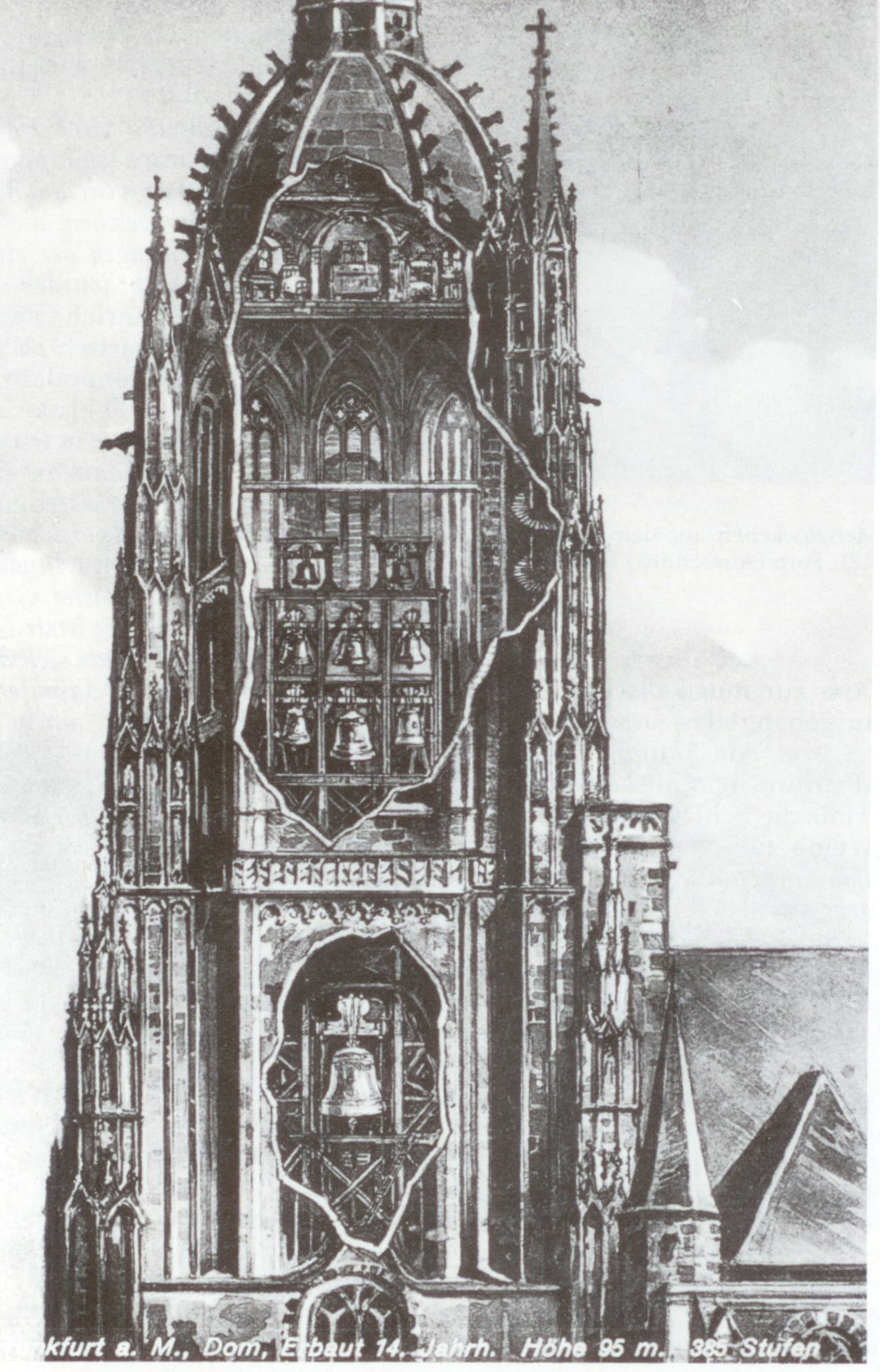
Die Gloriosa hängt im unteren Glockenboden des Doms

Mit 11.950 kg Gewicht ist die im Schlagton e0 +1/16 erklingende Glocke die größte im 50 Glocken umfassenden Frankfurter Stadtgeläute und zugleich eine der größten Glocken in Deutschland. Vorbild für die Frankfurter Gloriosa war die berühmte 1497 gegossene Gloriosa des Gerhard van Wou im Erfurter Dom. Große hatte die Klangeigenschaften der Erfurter Gloriosa genauestens studiert, bevor er sich an den Guss der Frankfurter Glocke machte. Sein Werk gilt als eine der klangschönsten Glocken des 19. Jahrhunderts.
Das Domgeläute überstand den Ersten Weltkrieg unbeschädigt. Im Zweiten Weltkrieg wurden nahezu alle Bronzeglocken im Reich zur Schaffung einer langfristigen Rohstoffreserve beschlagnahmt. Auch acht der neun Domglocken mussten 1942 an die Reichsstelle für Metalle abgeliefert werden, darunter die Gloriosa. Aufgrund günstiger Umstände blieben die Domglocken aber unversehrt. Sie befanden sich bei Kriegsende auf dem Hamburger Glockenfriedhof und konnten im Oktober 1947 wieder nach Frankfurt zurückgeholt werden. 1984 wurde das Domgeläute grundlegend saniert. Dabei erhielt die Gloriosa auch ein neues Joch aus Eichenholz, welches aber bald durchbrach und 1991 nochmals ersetzt wurde. Sie hängt in einem stählernen, genieteten Glockenstuhl.
Im Jahr 1987 musste die Gloriosa zusammen mit der Bartholomäusglocke wegen Gussfehlern bei Lachenmeyer geschweißt werden, wodurch sich auch ihre Abklingdauer um jeweils 60 Sekunden verlängerte.
Das Domgeläut von 1877 war der Ersatz für die 1867 beim Dombrand zerstörten Glocken. Unter den zerstörten Glocken befand sich bereits eine mit Namen Gloriosa, die 1484 von Meister Martin Moller aus Frankfurt gegossen worden war. Diese Glocke mit dem Schlagton b0 hatte 4.552 kg gewogen und ursprünglich als große Uhrglocke gedient. Erst 1767 war sie läutbar aufgehängt worden.

## Beschreibung der Glocke

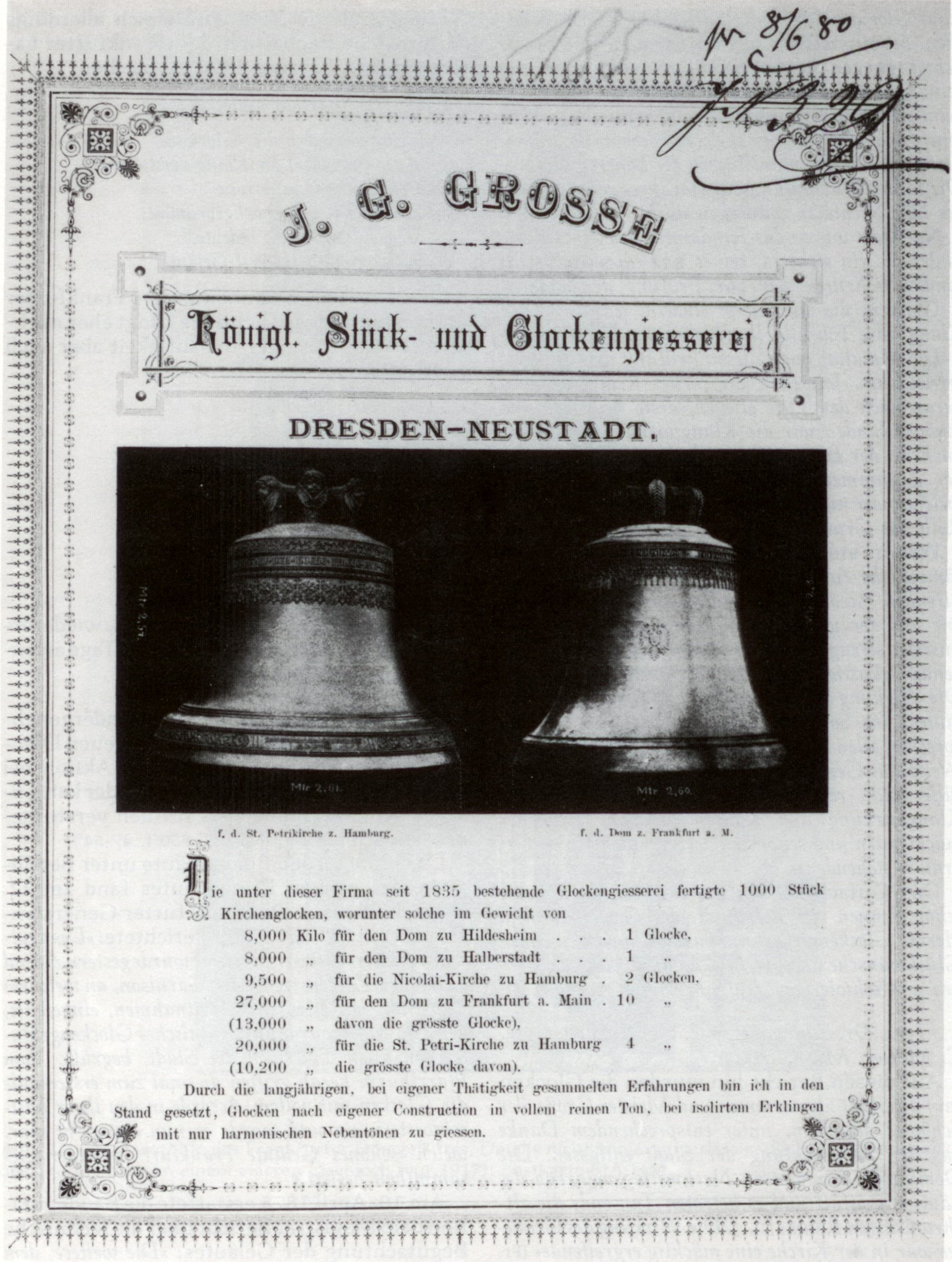
Bild der Gloriosa in einem Werbeprospekt der Gießerei von 1877

Für das neue Geläut von 1877 wurden fünf Tonnen Bronze als sogenanntes Gekrätz aus den Trümmern der beim Dombrand zerstörten Glocken sowie 13 Tonnen aus erbeuteten französischen Geschützen des Deutsch-Französischen Krieges von 1870/71 verwendet. Dieses Material war vom Deutschen Kaiser Wilhelm I. gestiftet worden.
Die Gloriosa trägt deshalb die Inschrift Gloriosa nominor Guilelmus imperator dono dedit fecit I. G. Grosse Dresden MDCCCLXXVII [ Gloriosa bin ich genannt, Kaiser Wilhelm stiftete mich, J. G. Große, Dresden, schuf mich 1877 ] auf einem Schriftband unterhalb der Krone. Als weitere Verzierungen weist sie unterhalb des Schriftbandes einen gotisierenden Hängefries auf sowie auf der Vorderseite einen Frankfurter Adler und auf der Rückseite einen Reichsadler.
Sie ist über alles 2.663 mm hoch und hat am Schlagring einen Durchmesser von 2.585 mm. Der Schlagring selbst war ursprünglich 190 mm stark, nach Beschleifen der Anschlagstellen 1985 noch 188 mm. Der 1984 von der Glockengießerei Rincker in Sinn gelieferte Klöppel ist 2.700 mm lang und wiegt ca. 380 kg. Er schlägt 37 Mal in der Minute an, wobei die Glocke durch die beiden Läutemaschinen um etwa 35° ausgeschwungen wird.

## Tonträger
- Stadtarchiv Frankfurt am Main (Hrsg.): Das Frankfurter Domgeläute und das Frankfurter Große Stadtgeläute, 1986. 2 Schallplatten 30 cm, stereo; mit Begleitheft von Konrad Bund (s. o.)
- Frankfurt am Main. Glocken, Glockenspiel, Großes Stadtgeläute, Axel-Gerhard-Kühl-Verlag 1999, CD aufgenommen im Sommer 1999, digitale Qualität (DDD), mit ausführlichem Begleitheft.